# 2. Liga (Austria)
La 2. Liga, antigua Erste Liga, es la segunda categoría del fútbol de Austria, tras la Bundesliga.

## Sistema de competición
La temporada se inicia en el mes de julio y se prolonga hasta mayo del siguiente año, con un paréntesis invernal de diciembre a febrero. Los doce clubes que integran la Red Zac First League se enfrentan todos contra todos en dos ocasiones (una en campo propio y otra en campo contrario), siguiendo un calendario previamente establecido por sorteo. 
El ganador de un partido obtiene tres puntos, el perdedor no suma unidades, y en caso de un empate hay un punto para cada equipo. Al final, el que sume más puntos, obtiene el título de campeón de la First League y la clasificación para la próxima edición de la Bundesliga, el equipo que queda en último lugar baja a las ligas regionales.
El equipo clasificado en penúltimo lugar juega dos playoffs contra uno de los tres campeones de las ligas regionales, por el puesto en la segunda división. El ganador de estos playoffs jugará en la temporada siguiente en la liga Zac. El segundo club promocionado se decide en dos playoffs que juegan los otros dos ganadores de las ligas regionales.
Los ganadores de las ligas regionales solo pueden participar en los playoffs para la segunda división si han obtenido la licencia de la liga federal. Si no obtienen la licencia por motivos económicos, se promociona a su oponente en los playoffs. En este caso, el segundo clasificado en una liga regional no entra en la fase de promoción.

## Equipos de la temporada 2025/26
| Club                       | Estadio                         | Capacidad | Temp. Pasada |
| -------------------------- | ------------------------------- | --------- | ------------ |
| Admira Wacker Mödling      | BSFZ-Arena                      | 12,000    | 2.º          |
| SKU Amstetten              | Ertl-Glas-Stadion               | 3,000     | 7.º          |
| SK Austria Klagenfurt      | Wörthersee Stadion              | 32,000    | 12.º (B)     |
| SC Austria Lustenau        | Reichshofstadion                | 8,800     | 12.º         |
| SV Austria Salzburg        | ASKÖ-Sportanlage West           | 1,566     | 1.º (RW)     |
| SC Bregenz                 | ImmoAgentur-Stadion             | 12,000    | 9.º          |
| First Vienna FC            | Estadio Hohe Warte              | 7,200     | 5.º          |
| FAC Wien                   | FAC-Platz                       | 3,000     | 11.º         |
| Hertha Wels                | Huber-Arena Wels                | 3,000     | 1.º (RM)     |
| Kapfenberger SV            | Franz-Fekete-Stadion            | 12,000    | 3.º          |
| FC Liefering               | Red Bull Arena                  | 25,189    | 6.º          |
| SK Rapid Wien II           | Körner Trainingszentrum         | 1,000     | 10.º         |
| SK Sturm Graz II           | Merkur Arena                    | 15,323    | 8.º          |
| SKN St. Pölten             | NV Arena                        | 8,000     | 4.º          |
| SV Stripfing               | Sportplatz Stripfing            | 500       | 13.º         |
| Young Violets Austria Wien | Hauptfeld Akademie Austria Wien | 1,100     | 2.º (RO)     |

## Palmarés
| - 1974-75: Grazer AK - 1975-76: First Vienna FC - 1976-77: Wiener Sport-Club - 1977-78: SV Austria Salzburg - 1978-79: Linzer ASK - 1979-80: SC Eisenstadt - 1980-81: FC Wacker Innsbruck - 1981-82: Austria Klagenfurt - 1982-83: SV Sankt Veit - 1983-84: SV Spittal / Drau - 1984-85: Salzburger AK 1914 - 1985-86: First Vienna FC - 1986-87: VfB Mödling - 1987-88: VSE St. Pölten - 1988-89: SV Austria Salzburg - 1989-90: DSV Leoben | - 1990-91: FC VOEST Linz - 1991-92: VfB Mödling - 1992-93: Grazer AK - 1993-94: LASK Linz - 1994-95: Grazer AK - 1995-96: FC Linz - 1996-97: SC Austria Lustenau - 1997-98: SK Vorwärts Steyr - 1998-99: Schwarz-Weiß Bregenz - 1999-00: Admira Wacker Mödling - 2000-01: FC Kärnten - 2001-02: ASKÖ Pasching - 2002-03: SV Mattersburg - 2003-04: FC Wacker Innsbruck - 2004-05: SV Ried - 2005-06: SC Rheindorf Altach - 2006-07: LASK Linz - 2007-08: Kapfenberger SV | - 2008-09: SC Wiener Neustadt - 2009-10: FC Wacker Innsbruck - 2010-11: Admira Wacker Mödling - 2011-12: Wolfsberger AC - 2012-13: SV Grödig - 2013-14: SC Rheindorf Altach - 2014-15: SV Mattersburg - 2015-16: SKN St. Pölten - 2016-17: LASK Linz - 2017-18: FC Wacker Innsbruck - 2018-19: WSG Wattens - 2019-20: SV Ried - 2020-21: FC Blau-Weiß Linz - 2021-22: Austria Lustenau - 2022-23: FC Blau-Weiß Linz | - 2023-24: Grazer AK - 2024-25: SV Ried |

## Títulos por club
| Club                                  | Campeón | Años campeón           | Subcampeón | Años Subcampeón              |
| ------------------------------------- | ------- | ---------------------- | ---------- | ---------------------------- |
| LASK Linz                             | 4       | 1979, 1994, 2007, 2017 | 3          | 1992, 2006, 2016             |
| FC Wacker Innsbruck / SSW Innsbruck   | 4       | 1981, 2004, 2010, 2018 | 2          | 1980, 2009                   |
| Grazer AK                             | 4       | 1975, 1993, 1995, 2024 | 1          | 2023                         |
| SV Ried                               | 3       | 2005, 2020, 2025       | 3          | 1995, 2019, 2024             |
| FC VOEST Linz/FC Linz (†)             | 2       | 1991, 1996             | 3          | 1986, 1990, 1994             |
| SC Austria Lustenau                   | 2       | 1997, 2022             | 3          | 2002, 2004, 2014             |
| SC Rheindorf Altach                   | 2       | 2006, 2014             | 3          | 2011, 2012, 2013             |
| FC Admira Wacker Mödling              | 2       | 2000, 2011             | 2          | 2010, 2025                   |
| First Vienna FC                       | 2       | 1976, 1986             | 1          | 1984                         |
| VfB Mödling (†)                       | 2       | 1987, 1992             | 1          | 1991                         |
| Austria Salzburg                      | 2       | 1978, 1989             |            |                              |
| SV Mattersburg                        | 2       | 2003, 2015             |            |                              |
| FC Blau-Weiß Linz                     | 2       | 2021, 2023             |            |                              |
| DSV Leoben/Donawitzer SV Alpine       | 1       | 1990                   | 5          | 1977, 1978, 1993, 2000, 2003 |
| Austria Klagenfurt                    | 1       | 1982                   | 3          | 1979, 1981, 2020             |
| SK Vorwärts Steyr                     | 1       | 1998                   | 3          | 1987, 1988, 1997             |
| Wiener Sport-Club                     | 1       | 1977                   | 1          | 1975                         |
| SC Eisenstadt                         | 1       | 1980                   | 1          | 1982                         |
| SV Spittal / Drau                     | 1       | 1984                   | 1          | 1998                         |
| VSE St. Pölten / FC N. St. Pölten (†) | 1       | 1988                   | 1          | 1999                         |
| Kapfenberger SV                       | 1       | 2008                   | 1          | 2005                         |
| SV Sankt Veit                         | 1       | 1983                   |            |                              |
| Salzburger AK 1914                    | 1       | 1985                   |            |                              |
| Schwarz-Weiß Bregenz                  | 1       | 1999                   |            |                              |
| FC Kärnten (†)                        | 1       | 2001                   |            |                              |
| ASKÖ Pasching (†)                     | 1       | 2002                   |            |                              |
| SC Wiener Neustadt                    | 1       | 2009                   |            |                              |
| Wolfsberger AC                        | 1       | 2012                   |            |                              |
| SV Grödig                             | 1       | 2013                   |            |                              |
| SKN St. Pölten                        | 1       | 2016                   |            |                              |
| WSG Wattens                           | 1       | 2019                   |            |                              |
| FC Liefering                          | 0       |                        | 3          | 2015, 2017, 2021             |
| 1. Wiener Neustädter SC (†)           | 0       |                        | 1          | 1976                         |
| Favoritner AC                         | 0       |                        | 1          | 1983                         |
| Flavia Solva Wagna (†)                | 0       |                        | 1          | 1985                         |
| Kremser SC                            | 0       |                        | 1          | 1989                         |
| SV Gerasdorf                          | 0       |                        | 1          | 1996                         |
| BSV Bad Bleiberg                      | 0       |                        | 1          | 2001                         |
| SC Schwanenstadt (†)                  | 0       |                        | 1          | 2007                         |
| FC Gratkorn                           | 0       |                        | 1          | 2008                         |
| TSV Hartberg                          | 0       |                        | 1          | 2018                         |
| FAC Wien                              | 0       |                        | 1          | 2022                         |